# Lagekarte

Auflegefolie auf eine Lagekarte mit militärischen Symbolen

Die Lagekarte ist das verkleinerte Abbild der örtlichen Verhältnisse an einer Einsatzstelle oder im Einsatzraum auf dem Gefechtsfeld auf einer Topografischen Karte – meist auf einem Overlay – mit der Darstellung aller wesentlichen Positionen von eigenen und feindlichen Kräften und Großgerät, um taktische und operative Überlegungen und Truppenbewegungen darzustellen.

## Kartentyp
Die Lagekarte ist eine topographische Karte die zur Lagedarstellung sowie als Führungsmittel im Führungsvorgang durch Eintragungen der eigenen und fremden Verhältnisse mit militärischen Symbolen dient. Sie vermittelt der Einsatzleitung einen schnellen Überblick und eine räumliche Vorstellung der Lage (siehe Militärische Lage und Lage (Notfalleinsatz)).
Sie stellt insbesondere dar:
- die örtlichen Verhältnisse
- das Schadensgebiet, den Gefahrenbereich und/oder das Gefechtsfeld
- die Gefahren
- die Einsatzkräfte und die Einsatzmittel
- Einsatzabschnitte und Einsatzschwerpunkte
- Bereitstellungsräume und Sammelstellen

Militärische Symbole werden dabei als taktische Zeichen genutzt. Lagekarten sind mit einem Aufdruck des MGRS-Koordinatensystems versehen, um Ortsangaben eindeutig und schnell identifizieren zu können. Die zu Grund liegende topographische Karte ist meist nach dem World Geodetic System 1984 erstellt. Der Maßstab für taktische Karten meist 1:50.000 auch 1:100.000, operative Karten meist im Maßstab 1:250.000 auch 1:200.000, für höhere Stäbe auch 1:500.000 TPC als kleinere Teilkarten der ONC.
Um auf einer Topografischen Karte als taktischer Karte wesentliche Geländepunkte und Kartenbeschriftungen schnell und auch bei eingeschränkten Lichtverhältnissen erkennen zu können, wird diese mit Hilfe von Textmarker präpariert – dabei gilt weniger ist mehr. MGRS-Koordinatenaufdrucke werden einmalig in West-Ost-Ausdehnung und in Süd-Nord-Ausdehnung in neon-orange markiert, der eigene Standort und wesentliche Orientierungspunkte in neon-rosa, Bebauung und Höhenlinien in gelb, Gewässer in blau und Geländebedeckungen in grün.

## Operative Lage- und Führungskarten
Je nach Führungsgrundgebiet und Operationszentrale, früher Gefechtsstand Haupt oder Rück, werden unterschiedliche Lageinformationen der Gefechtszonen „close combat“, „deep combat“ und „rear combat“ benötigt. Die Grundanforderungen an die Lagekartenführung sind jedoch gleich.
Zur manuellen militärischen Kartenführung werden Landkarten als taktische oder operative Führungskarten präpariert. Dazu werden u. a. die MGRS-Koordinatenangaben mit einem orangen Leuchtstift markiert. Die eigentliche Lagearbeit erfolgt auf verschiedenen „Overlayfolien“, um das Kartenbild zu erhalten. Die Folien sind wie folgt definiert:
- 0: Schematischer Geländeverlauf von größeren Gewässern, Straßen, Bergen, Wäldern
- 1: Grenzen und Bezugspunkte (Aktualisierung mindestens alle 24 Stunden)
- 2: Feindlage – „deep combat zone“ mit Marschstraßen und Feindkräften in der Tiefe
- 3: eigene Operationen – „close combat zone“ mit Feindlage „own troops in contact“
- 4: Artillerielage mit Feuerräumen
- 5: Pionierlage mit Minen und Sperren – eigene und gegnerische pioniertechnische Lage
- 6: Logistik – „rear combat zone“ mit eigenen logistischen Kräften und Einrichtungen sowie Marschstrassen, und der Feindlage im rückwärtigen Raum – SOF-Kräfte

Durch elektronische Führungssysteme tritt die manuelle Lagekartenführung immer mehr in den Hintergrund, da mit dieser auch gleichzeitig weitere Bearbeitungsschritte mit elektronisch erstellten und übermittelten Befehlen als Handlungsanweisungen und die Bearbeitung der Führungsgrundgebiete erfolgen und an die Truppe übermittelt werden kann. Bedeutung hat die Lagekarte in Papierform auch weiterhin als Sicherung bei Ausfall der elektronischen Führungssysteme und zum ausführlichen Kartenstudium im Gelände.
Ein Reliefmodell des Operationsraumes dient bei der Planung von Operationen von Großverbänden zur optischen Geländebeurteilung auf Gefechtsständen.

## Kartenbestandteil

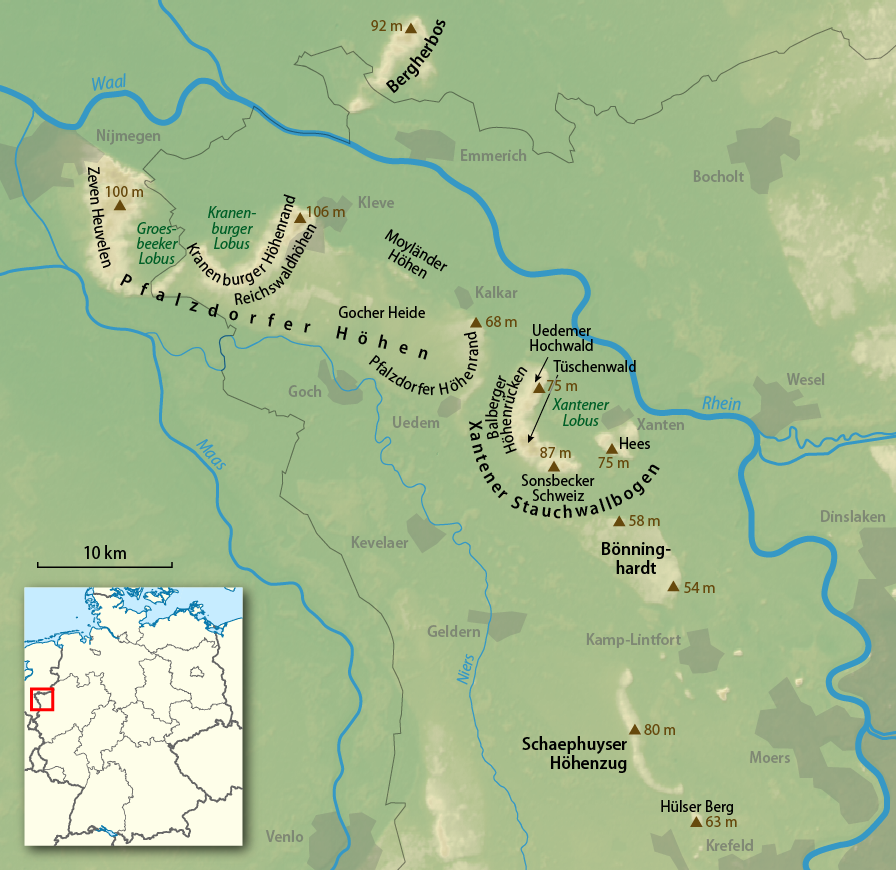
Beispiel einer topografischen Karte mit einer Lagekarte als Nebenkarte

Lagekarte ist auch die Bezeichnung einer kleinen Nebenkarte auf dem Kartenrand, die zur Orientierung der Kartennutzer dienen soll. Besonders bei Einzelkarten kleiner Gebiete oder thematischen Inhalts, die nicht Bestandteil eines Kartenwerkes sind und die durch Ortsunkundige nicht sofort lokalisierbar sein könnten, werden häufig kleine Lagekarten angebracht. Sie zeigen nur wichtige Informationen, zum Beispiel politische Grenzen, Flüsse und größere Städte sowie – oft in markanter Farbe – ein Rechteck, das die Hauptkarte repräsentiert und diese damit in den (kleineren) Maßstab der kleineren Nebenkarte einordnet.